# Bachtschyssaraj
Bachtschyssaraj (ukrainisch und russisch Бахчисарай Bachtschissarai; krimtatarisch Bağçasaray, tatarisch sinngemäß ‚Palast des Gartens‘) ist eine tatarische Stadt in der Autonomen Republik Krim, etwa 30 km von Simferopol entfernt.

## Geografie
In Bachtschyssaraj steht der Khan-Palast, von dem aus einst das Khanat Krim regiert wurde. Der  Gebäudekomplex, an dessen Bau vom 16. bis zum 18. Jahrhundert iranische, türkische, russische und ukrainische Handwerker und Baumeister beteiligt waren, zeigt eine Mischung aus verschiedenen Baustilen. Er beherbergt den Tränenbrunnen, der von Alexander Puschkin in einem berühmten Poem besungen wird. Der Brunnen von Bachtschissarai ist von verschiedenen russischen Komponisten vertont worden, zum Beispiel als Kantate von Arenski (1899) und als Ballett von Assafjew (1933/34).
Unweit von Bachtschyssaraj liegt die Höhlenstadt Tschufut-Kale (Çufut Qale, Чуфут Кале), die im 10. Jahrhundert gegründet wurde. Ferner befindet sich auf dem Steinplateau von Tschufut-Kale ein im 8. Jahrhundert von Mönchen aus Byzanz gegründetes Höhlenkloster.

## Geschichte
Der Ort selbst wurde 1502 zum ersten Mal erwähnt und 1532 zum Sitz des Khans Sahib I. Giray und somit Hauptstadt des Khanats der Krim. Unter anderem wurde die Ismi-Chan-Moschee hier errichtet. Nach dem Russisch-Türkischen Krieg 1783 wurde es zu einer normalen Siedlung zurückgestuft, erst 1926 erhielt sie wieder den Status einer Stadt.
Bis zur Deportation der Krimtataren unter Stalin am 18. Mai 1944 war Bachtschyssaraj einer von drei Orten – neben Karasubazar (heute Bilohirsk) und Aluschta – mit einer krimtatarischen Mehrheit. Den 1944 deportierten Krimtataren wurde 1989 die Rückkehr gestattet. 70 Jahre später, nach der Annexion der Krim durch Russland im März 2014, werden die Krimtataren wieder verfolgt. Der ehemalige Bürgermeister der Stadt, Ilmi Umerow, wurde in eine psychiatrische Klinik eingewiesen.
Verwaltungstechnisch gliedert sie sich neben der eigentlichen Stadt noch in die Siedlung städtischen Typs Nautschnyj.

## Sport
Bachtschyssaraj ist die Heimat des Fußballvereins FC Kyzyltasch Bachtschyssaraj, welcher sich seit seiner Gründung im Mai 2016 als erster krimtatarischer Fußballverein der Geschichte sieht und aktuell in der Krim-Liga spielt. Seine Heimspiele trägt die Mannschaft im Druschba-Stadion aus, welches Platz für bis zu 4500 Zuschauer bietet.

## Söhne und Töchter der Stadt
- İsmail Gasprinski (1851–1914), krimtatarischer Pädagoge, Verleger und Politiker
- Osman Akçokraklı (1879–1938), krimtatarischer Schriftsteller, Journalist, Historiker, Archäologe, Ethnograf und Lehrer
- Şefiqa Gaspıralı (1886–1975), krimtatarische Journalistin
- Edige Mustafa Kirimal (1911–1980), türkischer Politiker krimtatarischer Herkunft
- Mustafa Abdülcemil Kirimoglu (* 1943), ukrainischer Politiker und Menschenrechtler krimtatarischer Herkunft

## Bilder

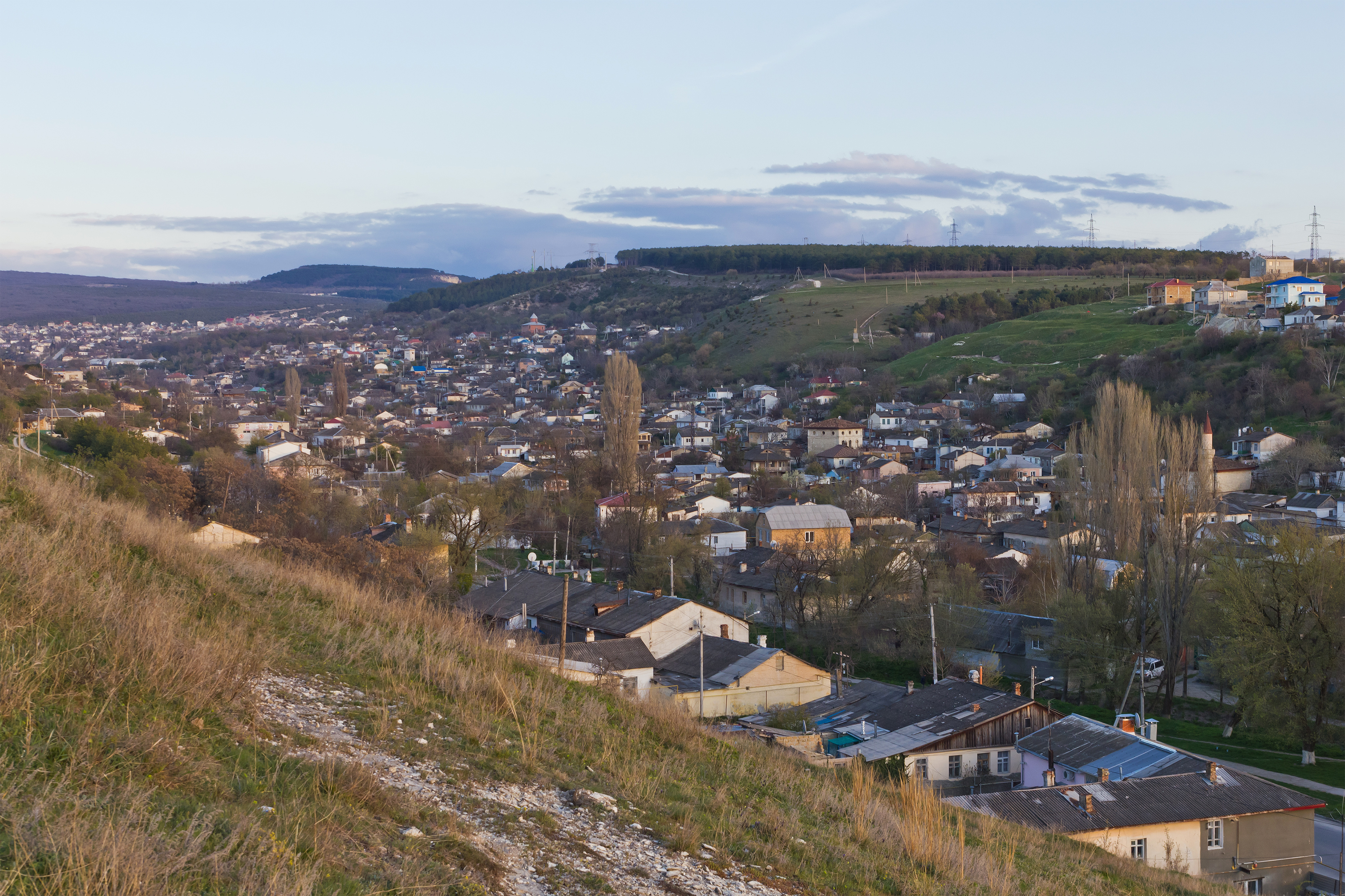
Aussicht auf Bachtschyssaraj
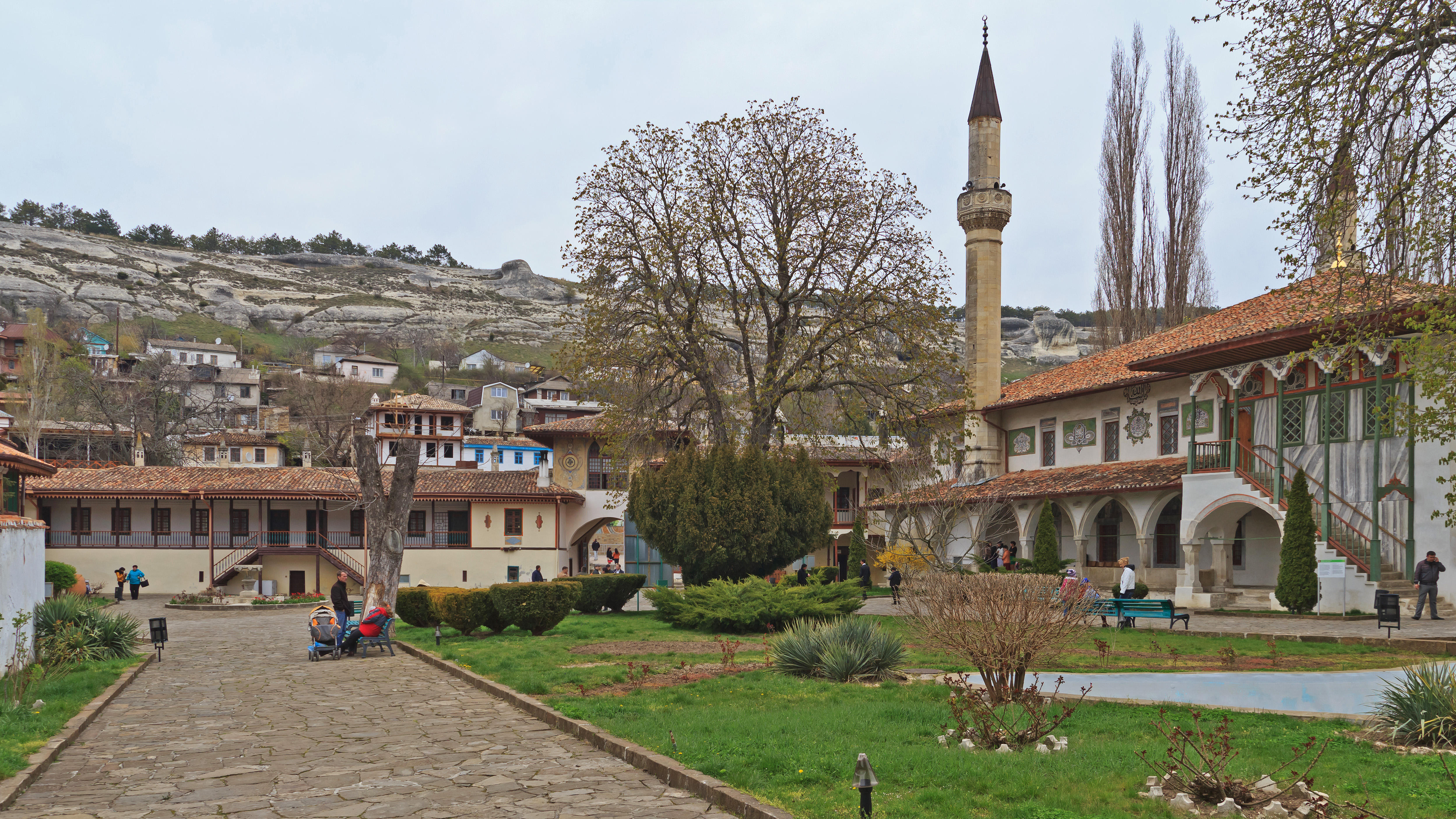
Khan-Palast: Innenhof mit Großer Chan-Moschee
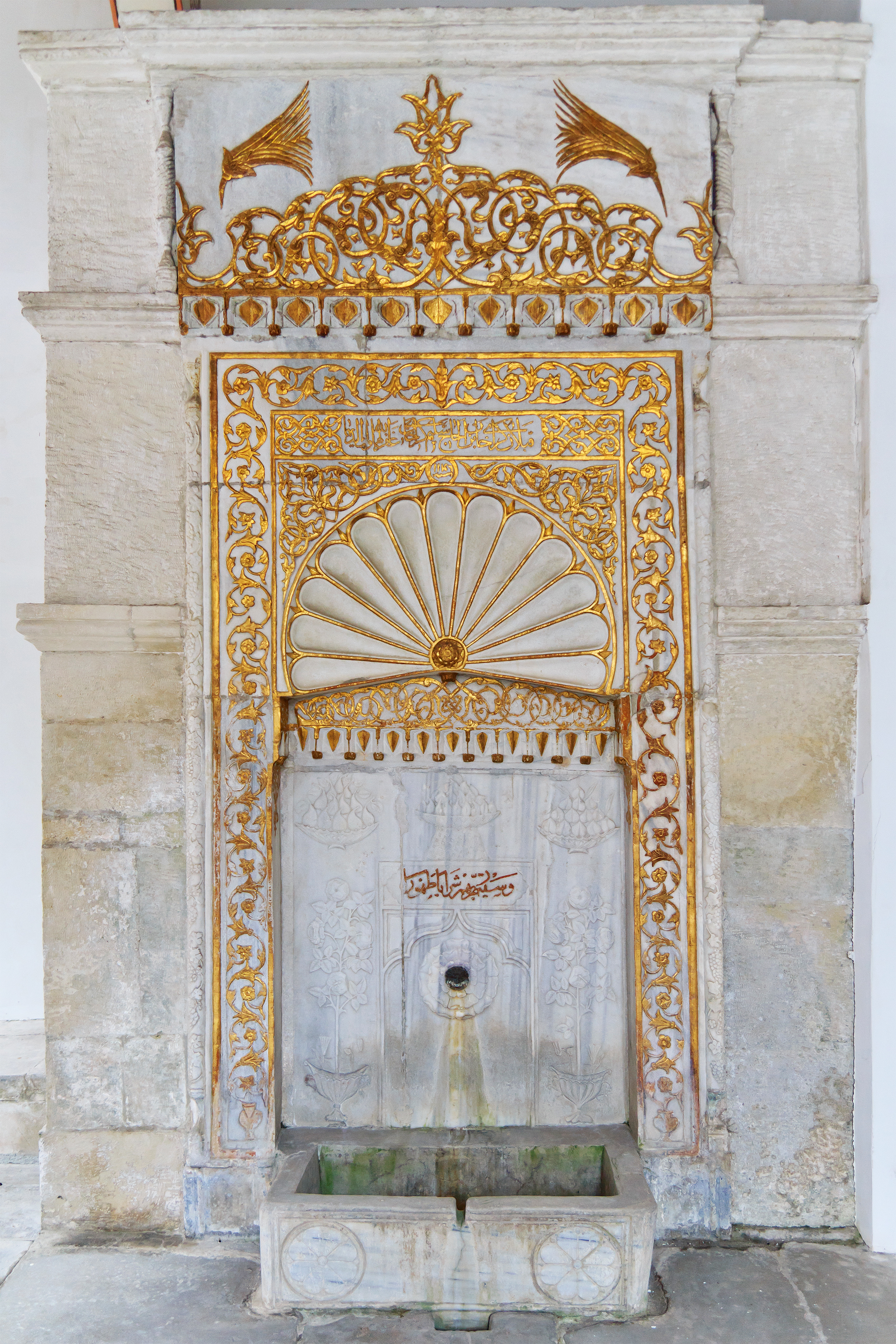
Khan-Palast: Goldener Brunnen
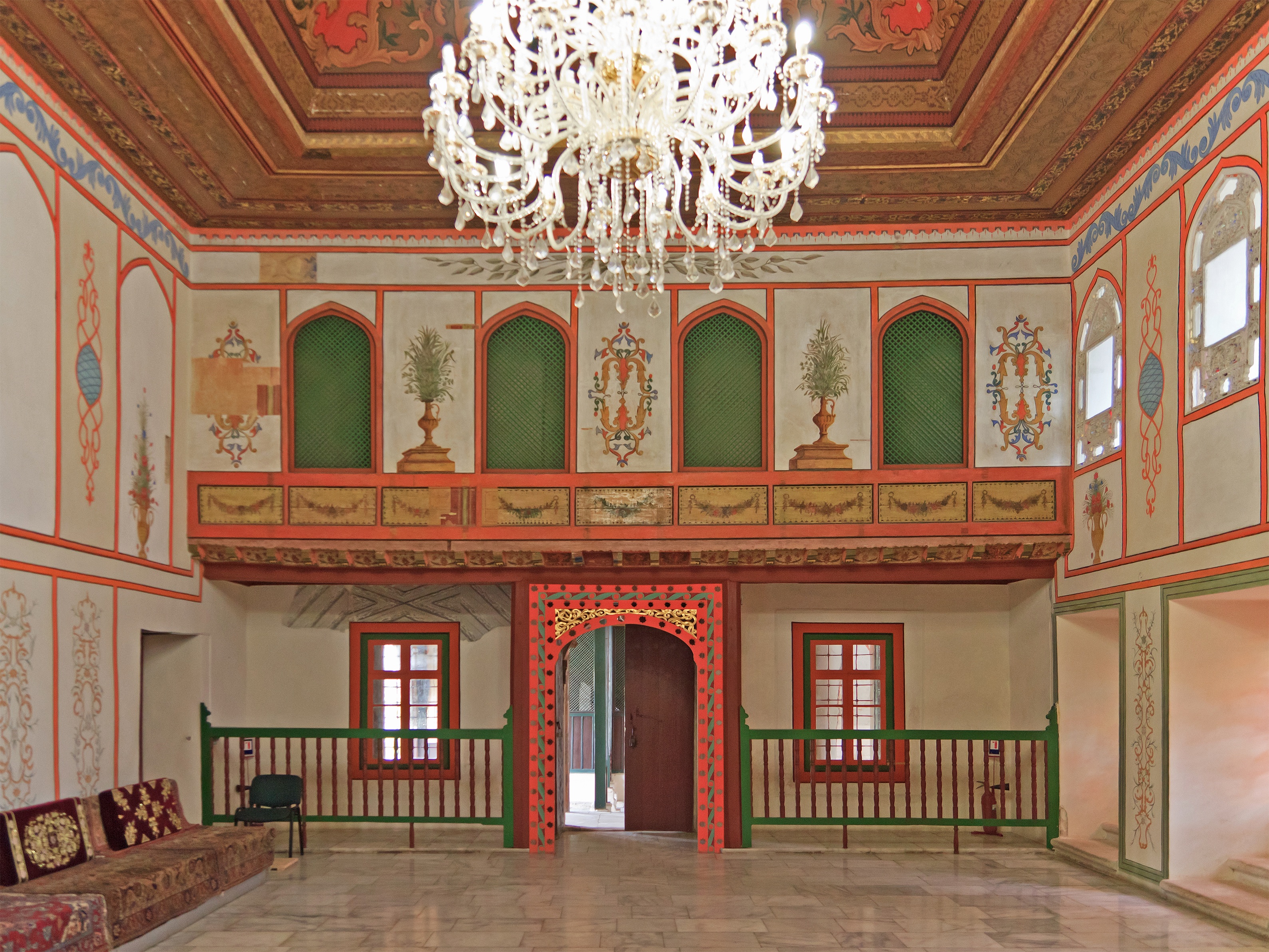
Khan-Palast: Dīwān-Saal
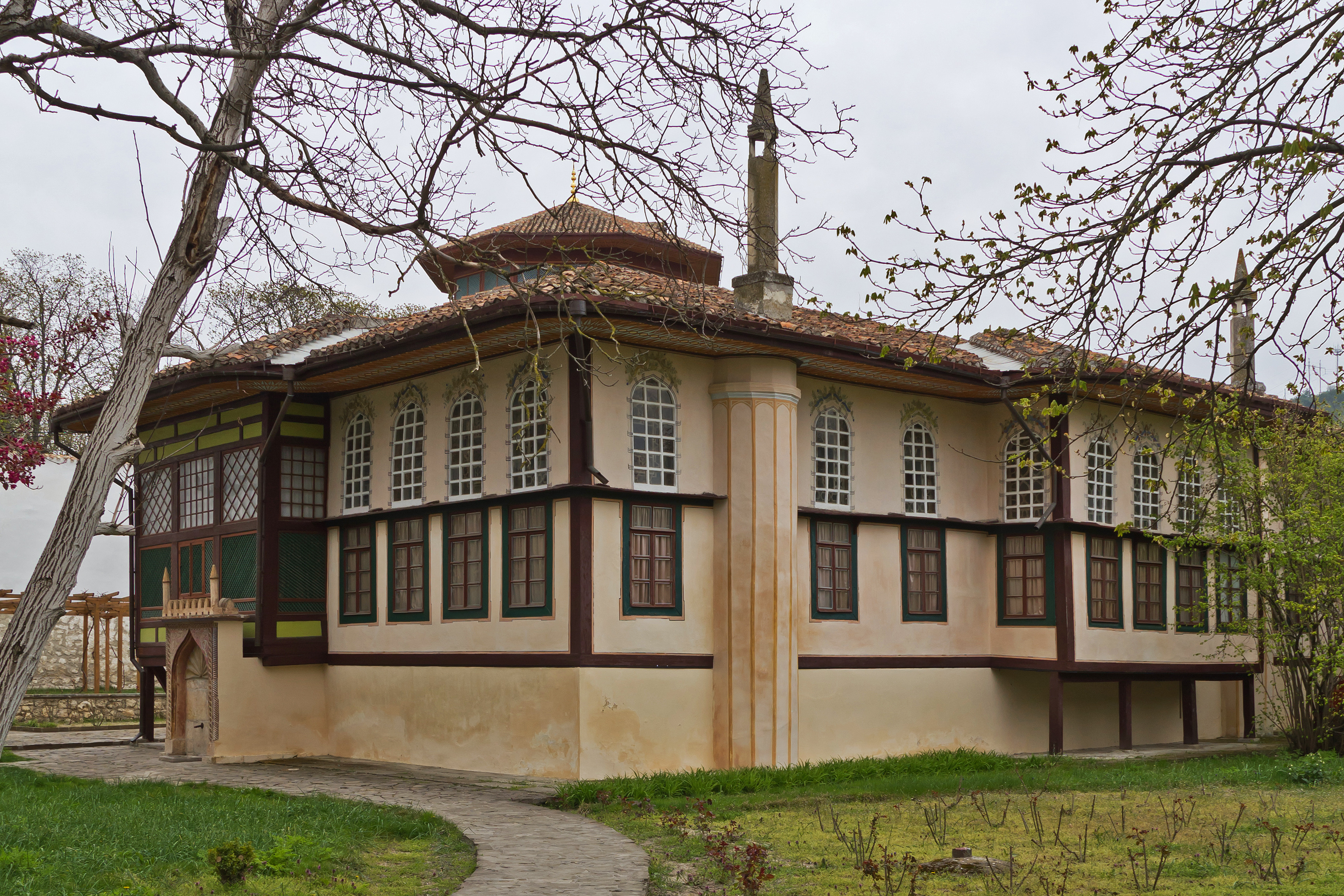
Khan-Palast: Harem